# Kanton Saint-Ouen-l'Aumône
Kanton Saint-Ouen-l'Aumône (fr. Canton de Saint-Ouen-l'Aumône) je francouzský kanton v departementu Val-d'Oise v regionu Île-de-France. Tvoří ho 12 obcí. Před reformou kantonů 2014 ho tvořily dvě obce.

## Obce kantonu
od roku 2015:
- Auvers-sur-Oise
- Butry-sur-Oise
- Frépillon
- Frouville
- Hédouville
- Hérouville
- Labbeville
- Mériel
- Méry-sur-Oise
- Nesles-la-Vallée
- Saint-Ouen-l'Aumône
- Valmondois

před rokem 2015:
- Méry-sur-Oise
- Saint-Ouen-l'Aumône